# Pseudopeptidoglycane

N-acétylglucosamine.

Acide N-acétyltalosaminuronique.

Le pseudopeptidoglycane, ou pseudomuréine, est un composant essentiel de la paroi cellulaire de certaines archées dont la structure physique et la fonction sont très semblables à celles du peptidoglycane des bactéries, mais dont la structure chimique est différente.
Il s'agit d'un polysaccharide lié à des oligopeptides. Le pseudopeptidoglycane de Methanobacterium thermoautotrophicum est ainsi constitué d'une alternance de résidus de N-acétylglucosamine (GlcNAc) et d'acide N-acétyltalosaminuronique (TalNAc) liés par une liaison osidique β-1,3 ; le peptidoglycane bactérien contient quant à lui de l'acide N-acétylmuramique (MurNAc) à la place du TalNAc.
Les résidus TalNAc de brins polysaccharidiques différents sont liés entre eux par des fragments oligopeptidiques Glu–Ala–Lys–Glu–Lys–Ala–Glu,. Contrairement au peptidoglycane, il n'y a aucun acide aminé D. Ce réseau réticulé confère sa résistance mécanique à la paroi cellulaire des archées qui en sont pourvues.
La liaison osidique β-1,3 est par ailleurs résistante à l'action des lysozymes, qui attaquent les liaisons osidiques β-1,4.